# Alfa retrovirus
Alfa retrovirus je rod familija retroviridae. Virusi ovog roda imaju morfologiju tipa C. Članovi roda mogu da uzrokuju sarkome, druge tumore, i anemiju kod divljih i domaćih ptica, kao i kod pacova.
Neki od članova su Rous sarkomni virus, ptičji virus leukoze, i ptičiji mijeloblastozni virus.

## Spoljašnje veze
- Alpharetrovirus на 
- ICTVdb
- Viralzone: Alpharetrovirus